# Dodge Serie B
La Dodge Serie B è un pick-up prodotto dalla casa automobilistica statunitense Dodge dal 1948 al 1954.
Sostituirono i camion Dodge prebellici e furono sostituiti a loro volta dalla serie C nel 1954.
I pick up della serie B erano disponibili in diverse varianti. I B1-B erano pick up standard  con un motore a sei cilindri in linea a testa piatta da 95 CV (71 kW), mentre i B1-C avevano un motore da 108 CV (81 kW). Era disponibile anche in molte altre varianti come le B1-T e B1-V, che erano rispettivamente cabinati e furgoni per semirimorchi. Era disponibile anche una versione con carrozzeria in legno, detta "Suburban".
La serie B presentavano una cabina "pilota" rialzata. Il motore venne spostato in avanti mentre l'asse anteriore venne arretrato sul telaio, per una migliore distribuzione del peso e il passo venne accorciato. Le sponde del pianale di carico vennero rialzate per aumentare la capacità del 40%. La cabina venne riprogettata e poteva ospitare tre persone. La cabina era montata su supporti in gomma per migliorare la guida e il comfort. Lo spazio del cassone di carico venne aumentato rispetto ai modelli precedenti. Nel 1950 la leva del cambio manuale a 3 velocità fu spostata sul piantone dello sterzo anziché sul pavimento. Nel 1951 il frontale, la disposizione del cruscotto e del quadro strumenti furono ridisegnati.
Nel 1953 furono aggiunti nuovi parafanghi posteriori più lunghi.